# Carl Banks
Pour les articles homonymes, voir Banks.
(en) Statistiques sur pro-football-reference
Carl E. Banks, né le 29 août 1962 à Flint (Michigan), est un joueur américain de football américain ayant évolué au poste de linebacker pour les Giants de New York, les Redskins de Washington puis les Browns de Cleveland entre 1984 et 1995. Il a remporté deux Super Bowls (XXI et XXV) avec les Giants. Sélectionné en troisième position lors de la draft 1984 de la NFL par les Giants, il est désigné dans l'équipe de la décennie 1980 de la NFL. Lors du Super Bowl XXI, il réalise dix tacles seul et quatorze tacles au total. En 1993, il signe un contrat de trois ans avec les Redskins de Washington qui se sépare de lui dès sa première saison. Il passe les deux dernières années de son contrat avec les Browns de Cleveland avec lesquels il prend sa retraite en 1995. Il devient copropriétaire de l'équipe d'Arena Football League des Red Dogs de New Jersey. Il devient directeur du développement des joueurs pour les Jets de New York en 1997. Depuis 2007, il est l'un des consultants radio pour les Giants de New York. 